# 岩下和了
岩下 和了（いわした かずのり、1966年6月7日 - ）は、日本の実業家。岩下食品代表取締役社長、岩下の新生姜ミュージアム館長。

## 経歴
栃木県出身で、岩下食品を経営する一族に生まれる。兄は日本銀行FinTechセンター初代センター長で、京都大学公共政策大学院教授の岩下直行。次男であり、元々は家業を継ぐつもりはなかったが、慶應義塾大学経済学部卒業後、住友銀行を経て1993年に岩下食品に入社する。2004年より同社の代表取締役を務めている。
2024年1月、犯罪防止に貢献したとして栃木県警より感謝状を受け取った。

## 活動
若者の漬物ばなれに対応するため、社内では「漬物」という言葉を安易に使わないよう徹底させた。テレビ等に露出する際は全身ピンクの装いで登場し、自ら広告塔となっている。SNSを積極的に活用しており、全国的な知名度を持つとされる。2011年から特にTwitterに力を入れており、20万人のフォロワー数を獲得している。2023年には『魔法少女まどか☆マギカ』の暁美ほむらのコスプレを公開した。これらの取り組みが功を奏し、最盛期の3分の1まで低下していた売上を3分の2まで回復させることに成功した。
2024年には、X（旧Twitter）上で東京都知事選挙に立候補したひまそらあかねを応援した。候補者に対して批判的な見解を持つ人物はこれに対し、岩下食品への不買運動を呼びかけたり取引先に迷惑電話をかけるなどの行動を行った。岩下はこれらの動きに対し、妥協しないと述べている。

## 人物
精神的に辛かった30代から40代を支えてくれたものとして、音楽を愛好している。